# Osservazione di Plutone
Questa pagina riguarda l'osservazione di Plutone e la storia delle sue osservazioni dal 1930, quando il pianeta nano venne scoperto.

## Storia
Si sospettava da tempo l'esistenza di un pianeta esterno rispetto a quelli già noti, a causa del fatto che Urano e Nettuno sembravano muoversi in modo diverso dal previsto, come se fossero perturbati dall'attrazione gravitazionale di un altro oggetto. Alle stesse conclusioni arrivarono William Henry Pickering e Percival Lowell all'inizio del Novecento. Perfino lo scrittore Howard P. Lovecraft aveva ipotizzato, sulla base di calcoli astronomici, l'esistenza di un altro pianeta oltre Nettuno. La tecnica delle perturbazioni aveva già riportato un grande successo nel 1846, quando Nettuno era stato scoperto allo stesso modo.

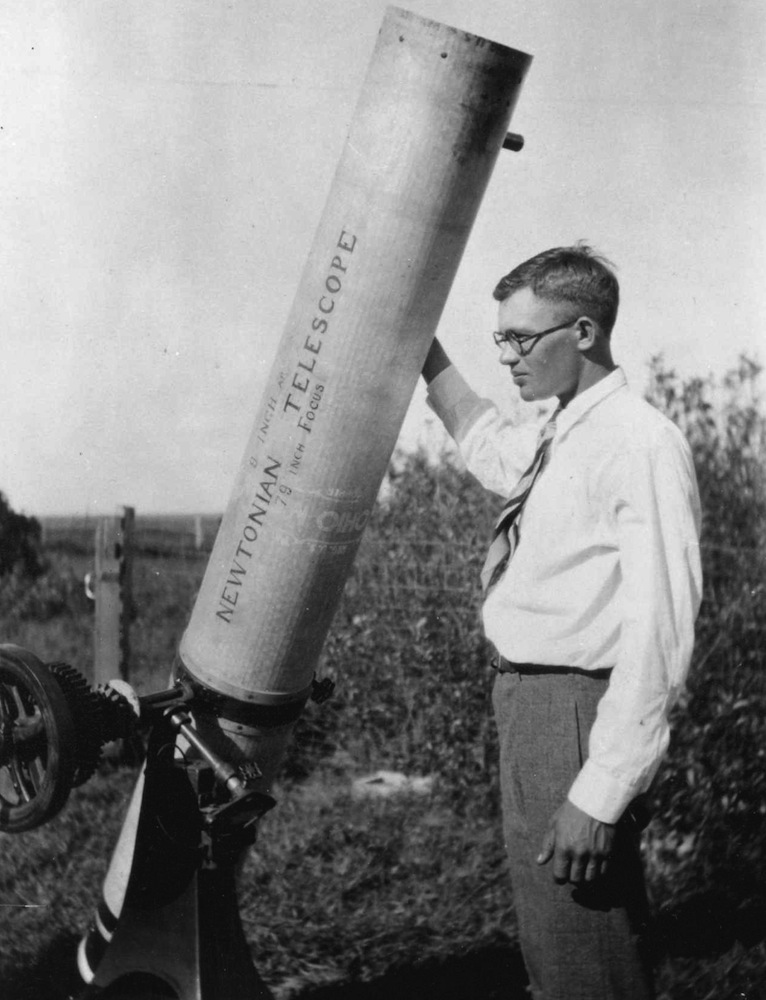
Clyde Tombaugh, lo scopritore di Plutone

Clyde Tombaugh iniziò ad interessarsi di astronomia sin da giovane, negli anni venti, costruendosi telescopi amatoriali per osservare oggetti del sistema solare. Nel 1928 mandò alcuni disegni di osservazioni compiute su Marte e Giove a Vesto Slipher, allora direttore dell'Osservatorio Lowell di Flagstaff, in Arizona. Slipher lo assunse all'osservatorio e lo incaricò della ricerca del Pianeta X, previsto da Lowell e Pickering. Seguendo le previsioni teoriche e dopo lunghe ricerche, il 18 febbraio 1930, per mezzo del confronto di lastre fotografiche impressionate pochi giorni prima, il 23 e il 29 gennaio, Tombaugh scoprì l'oggetto cercato, che già dai primi calcoli pareva orbitare al di là dell'orbita di Nettuno. Dopo che l'osservatorio ebbe ottenuto fotografie di conferma, la notizia della scoperta fu telegrafata all'Harvard College Observatory il 13 marzo 1930, in quanto l'osservatorio volle far coincidere la data con quella della scoperta di Urano da parte di Herschel e con la data di nascita di Percival Lowell, avvenuta nel 1855. Il pianeta fu in seguito ritrovato in fotografie risalenti al 19 marzo 1915.
Plutone fu trovato quasi esattamente nella posizione prevista dai calcoli teorici, per cui inizialmente si credette di aver trovato il corpo perturbatore, il Pianeta X. Tuttavia col passare degli anni le misurazioni rivelarono che Plutone era di gran lunga troppo piccolo per spiegare le perturbazioni osservate, e si pensò quindi che non si potesse trattare dell'ultimo pianeta del sistema solare. Ripartì quindi la caccia al decimo pianeta.
La questione fu risolta solo nel 1989, quando l'analisi dei dati della sonda Voyager 2 rivelò che le misure della massa di Urano e Nettuno comunemente accettate in precedenza erano lievemente sbagliate. Le orbite calcolate con le nuove masse non mostravano alcuna anomalia, il che escludeva categoricamente la presenza di qualunque pianeta più esterno di Nettuno con una massa elevata.

### La denominazione
Dopo la scoperta, il nuovo corpo celeste venne rinominato Plutone, divinità romana dell'oltretomba. Il nome venne suggerito da una bambina di 11 anni, Venetia Burney, figlia di un professore di Oxford. Le prime lettere del nome, PL, anche iniziali dell'astronomo Percival Lowell che per primo ne ipotizzò l'esistenza, costituiscono il suo simbolo astronomico (♇). Il 24 agosto 2006 venne riclassificato come pianeta nano e ribattezzato formalmente 134340 Pluto dall'UAI. Dal 7 al 13 settembre 2006, quando 136199 Eris ricevette la denominazione ufficiale, è stato l'asteroide denominato con il più alto numero ordinale. Prima della sua numerazione, il primato era di 129342 Ependes.

### Missioni spaziali
L'esplorazione di Plutone da parte di sonde spaziali è rimasta una sfida particolarmente ardua a causa della grande distanza dalla Terra e dal Sole. La Voyager 1 avrebbe potuto esplorare Plutone da distanza ravvicinata se avesse sfruttato un gravity-assist di Saturno per raggiungerlo. Tuttavia, ciò avrebbe precluso la possibilità di osservare Titano da distanza ravvicinata, perché le due traiettorie erano incompatibili. Poiché l'esplorazione di Titano era stata indicata tra gli obiettivi primari del Programma Voyager, la possibilità di raggiungere Plutone fu presto sacrificata.
Nessun altro serio tentativo fu fatto per raggiungere Plutone fino all'ultimo decennio del XX secolo. Nel 1992 il Jet Propulsion Laboratory della NASA iniziò a sviluppare la missione Pluto Kuiper Express. Nonostante l'interesse per la missione, l'ente spaziale statunitense tuttavia l'annullò nel 2000 per motivi di bilancio e optò per una soluzione più economica che sarebbe divenuta la missione New Horizons.

#### New Horizons

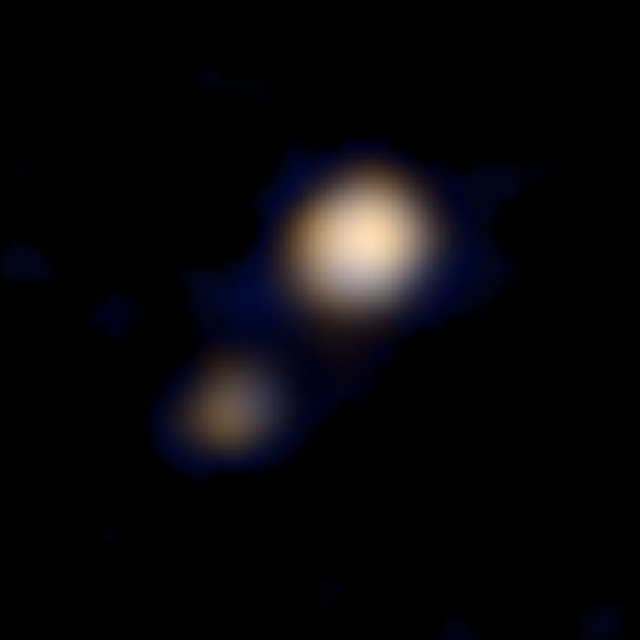
Prima immagine a colori di Plutone e Caronte ripresa dalla sonda New Horizons il 9 aprile 2015 da una distanza di circa 115 milioni di chilometri.

Nel 2003 fu concesso un finanziamento da parte del governo degli Stati Uniti per la sonda New Horizons, che è stata lanciata dalla NASA il 19 gennaio 2006 alla volta di Plutone. Dopo oltre nove anni di viaggio la New Horizons è divenuta la prima sonda spaziale ad effettuare un sorvolo ravvicinato di Plutone, avvenuto il 14 luglio 2015 ad una distanza minima di 12472 km dalla superficie del pianeta nano. La sonda trasportava, oltre alla strumentazione scientifica, anche un francobollo statunitense del 1991 con la dicitura "Pluto - Not yet explored" e le ceneri dell'astronomo che scoprì il pianeta nel 1930, Clyde Tombaugh.
Si è trattato di un sorvolo ravvicinato, perché la sonda non aveva abbastanza carburante a bordo per rallentare e immettersi in orbita attorno all'oggetto; i piani di volo prevedevano un avvicinamento massimo a circa 12500 km di distanza dalla superficie plutoniana a una velocità relativa di circa 14 km/s, con la possibilità di sorvolare il pianeta ancora più da vicino grazie a correzioni di rotta successive.
La sonda, messa in stato di ibernazione per un lungo periodo per preservare gli strumenti per l'incontro ravvicinato, si è attivata alcuni mesi prima dell'arrivo, laddove le fotografie di Plutone erano già migliori di quelle ottenibili dalla Terra o dal telescopio spaziale Hubble. Data l'enorme distanza dalla Terra e la bassa potenza disponibile, l'invio dei dati è avvenuto a velocità molto bassa, tra 0,6 e 1,2 kilobit al secondo, e sono stati necessari diversi mesi per riceverli tutti. Il 13 luglio la sonda è entrata in silenzio radio; il 14 luglio è avvenuto il sorvolo ravvicinato di Plutone e il 15 luglio sono riprese le comunicazioni. L'inizio della trasmissione dei dati ricavati di maggior importanza è iniziata a settembre 2015 per la durata di un paio di mesi, mentre la ricezione dei dati completi è iniziata a novembre 2015 ed è durata un anno circa, fino a ottobre del 2016.

#### Missioni future
Dopo il flyby della New Horizons, alcuni scienziati hanno iniziato a sostenere la necessità di una nuova missione su Plutone, con un modulo che entri in orbita attorno a Plutone stesso. Tra gli obiettivi scientifici della missione ci sarebbe la mappatura della superficie con una risoluzione di 9 metri per pixel, osservazioni dei satelliti minori di Plutone, la mappatura topografica delle regioni di Plutone che non sono state osservate e la rilevazione delle variazioni superficiali e atmosferiche di Plutone durante la rotazione sul proprio asse. Alan Stern, che ha ricoperto il ruolo di Principal investigator per New Horizons, ha suggerito un orbiter in stile Cassini che dovrebbe essere lanciato intorno al 2030, in occasione del 100º anniversario della scoperta del pianeta nano. La sonda, una volta arrivata su Plutone, si servirebbe della gravità di Caronte per regolare la propria orbita per il raggiungimento degli obiettivi, e una volta terminati tutti i rilevamenti del sistema plutoniano, per dirigersi versi altri oggetti della fascia di Kuiper. Per diminuire i tempi del viaggio verso Plutone il NASA Institute for Advanced Concepts (NIAC), in collaborazione con il Princeton Plasma Physics Laboratory, sta studiando un particolare tipo di razzo a fusione nucleare a bassa radioattività per un orbiter e un lander per una futura missione a Plutone.

## Magnitudine e caratteristiche
Plutone ha una magnitudine apparente media di 15,1. Anche al perielio, nel suo punto di massima luminosità, raggiunge una magnitudine di 13,65.
Ha un diametro angolare che va da un minimo di 0,06″ ad un massimo di 0,11″ quando è alla minima distanza dal nostro pianeta. Queste caratteristiche spiegano il fatto che la scoperta di Plutone è avvenuta soltanto nel XX secolo.

Un'immagine computerizzata di Plutone, creata da osservazioni del telescopio spaziale Hubble tra il 2002 e il 2003.

## Metodi di osservazione di Plutone e di Caronte
Plutone non può essere facilmente osservato con piccoli strumenti amatoriali. Telescopi con apertura superiore ai 200 mm dovrebbero permettere di scorgerlo, sebbene sia preferibile utilizzare aperture di almeno 300–350 mm per osservarlo. L'utilizzo sempre più diffuso di CCD in campo amatoriale permette, sotto un cielo con un buon seeing, di poter acquisire immagini anche di Caronte, quando questi si trova alla massima distanza angolare da Plutone.